# Storm Front
Storm Front — одиннадцатый студийный альбом американского автора-исполнителя Билли Джоэла, вышедший в 1989 году.
Песня «Leningrad» написана под впечатлением от гастролей Джоэла по СССР летом 1987 года.

## Список композиций
Слова и музыка всех песен — Билли Джоэл.
| №   | Название                   | Длительность |
| --- | -------------------------- | ------------ |
| 1.  | «That’s Not Her Style»     | 5:08         |
| 2.  | «We Didn’t Start the Fire» | 4:48         |
| 3.  | «The Downeaster Alexa»     | 3:48         |
| 4.  | «I Go to Extremes»         | 4:22         |
| 5.  | «Shameless»                | 4:26         |
| 6.  | «Storm Front»              | 5:16         |
| 7.  | «Leningrad»                | 4:04         |
| 8.  | «State of Grace»           | 4:29         |
| 9.  | «When in Rome»             | 4:46         |
| 10. | «And So It Goes»           | 3:28         |

## Участники записи
Список составлен в соответствии с информацией базы данных Discogs.
Billy Joel Band:
- Билли Джоэл — вокал, акустическое фортепиано (песни 1, 4, 7, 8, 10), клавинет (песни 2, 3, 6), перкуссия (песня 2), аккордеон (песня 3), орган Хаммонда (песни 4, 6, 9), клавесин (песня 5), орган (песня 8), синтезаторы (песня 10)
- Джефф Джейкобс — синтезаторы (песни 1−9), бэк-вокал (песня 1), аранжировки духовых инструментов (песня 6)
- Дэвид Браун — соло-гитара (песни 1−9), MIDI-гитарное соло (песня 6)
- Джои Хантинг — ритм-гитара (песня 2)
- Шайлер Дил — бас-гитара (песни 1−9)
- Либерти Девитто[англ.] — ударные (песни 1−9), перкуссия (песня 2)
- Кристал Талиферо[англ.] — бэк-вокал (песни 1, 2, 5, 6, 9), перкуссия (песня 2)

Приглашённые музыканты:
- Дон Брукс[англ.] — губная гармошка (песня 1)
- Кевин Джонс — программирование клавишных (песня 2)
- Джон Махони — клавишные (песня 2), программирование клавишных (песня 7)
- Дуг Клигер — звуковые эффекты (песня 2), аранжировки (песня 2)
- Сэмми Мерендино — электронная перкуссия (песня 2)
- Доминик Кортезе — аккордеон (песни 3, 7)
- Ицхак Перлман — скрипка (песня 3)
- Ленни Пикетт[англ.] — саксофон (песни 6, 9)

| - The Memphis Horns (песня 6): - Эндрю Лав — саксофон - Уэйн Джексон — тромбон, труба - Ариф Мардин — оркестровая аранжировка (песня 7) - Фрэнк Флойд — бэк-вокал (песни 1, 5, 6) - Мик Джонс — бэк-вокал (песни 1, 4, 8), гитара (песня 6), гитарное соло (песня 8) - Патрисия Дарси Джонс — бэк-вокал (песни 1, 5, 6, 9) - Ричард Маркс — бэк-вокал (песни 1, 6) - Брайан Рагглз — бэк-вокал (песня 1) - Иэн Ллойд — бэк-вокал (песни 4, 8) - Джо Линн Тёрнер — бэк-вокал (песни 4, 8) - Чак Арнольд — бэк-вокал (песня 7), руководитель хора (песня 7) - Хор средней школы Хиксвилля — бэк-вокал (песня 7) - Билл Зампино — аранжировки хоровых партий (песня 7) - Бренда Уайт Кинг — бэк-вокал (песня 9) - Кертис Кинг — бэк-вокал (песня 9) | Технический персонал: - Билли Джоэл — музыкальный продюсер - Мик Джонс — музыкальный продюсер - Джей Хили — звукорежиссёр, инженер сведе́ния (песни 3–10) - Том Лорд-Элдж — инженер сведе́ния (песни 1–3) - Дана Беккер — ассистент звукорежиссёра - Тим Крич — ассистент звукорежиссёра - Дэвид Дорн — ассистент звукорежиссёра - Сюзанна Холландер — ассистент звукорежиссёра - Джо Пиррера — ассистент звукорежиссёра - Гэри Соломон — ассистент звукорежиссёра - Тед Йенсен — мастеринг-инженер - Крис Остопчук — арт-директор - Тимоти Уайт — фотограф (фото для задней стороны обложки) - Фрэнк Окенфелс — фотограф (фото для лицевой стороны обложки) - Элисия Хо — парикмахер-визажист |

## Позиции в хит-парадах
| Год       | Хит-парад                           | Высшая позиция | Пребывание |
| --------- | ----------------------------------- | -------------- | ---------- |
| 1989—1990 | Австралия (ARIA)                    | 1              | 21 неделя  |
| 1989—1990 | Австрия (Ö3 Austria)                | 10             | 18 недель  |
| 1989—1990 | Великобритания (UK Albums Chart)    | 5              | 25 недель  |
| 1989—1990 | Зимбабве (ZIMA)                     | 4              | нет данных |
| 1989—1990 | Исландия (Íslenski Listinn Topp 10) | 9              | нет данных |
| 1989—1990 | Канада (RPM Albums Chart)           | 4              | 43 недели  |
| 1989—1990 | Нидерланды (Album Top 100)          | 14             | 33 недели  |
| 1989—1990 | Новая Зеландия (RMNZ)               | 9              | 17 недель  |
| 1989—1990 | США (Billboard Top Pop Albums)      | 1              | 69 недель  |
| 1989—1990 | Финляндия (Suomen virallinen lista) | 33             | 4 недели   |
| 1989—1990 | ФРГ (Offizielle Top 100)            | 5              | 60 недель  |
| 1989—1990 | Швейцария (Schweizer Hitparade)     | 30             | 1 неделя   |
| 1989—1990 | Япония (Oricon)                     | 8              | нет данных |

| Год  | Хит-парад                          | Позиция |  |
| ---- | ---------------------------------- | ------- |  |
| 1989 | Австралия (ARIA)                   | 41      |  |
| 1989 | Великобритания (Gallup Poll)       | 73      |  |
|      |                                    |         |  |
| 1990 | Канада (RPM Year-End)              | 2       |  |
| 1990 | Нидерланды (Buma/Stemra)           | 67      |  |
| 1990 | США (Billboard Top 100 Pop Albums) | 10      |  |
| 1990 | ФРГ (Jahrescharts Deutschland)     | 4       |  |

## Сертификации и уровни продаж
| Регион | Сертификация  | Продажи    |
| --- | ------------- | ---------- |
| Австралия (ARIA) | 2× Платиновый | 140 000^   |
| Австрия (IFPI Austria)                                                                                                   | Золотой       | 25 000*    |
| Великобритания (BPI) | Платиновый    | 300 000^   |
| Германия (BVMI) | Платиновый    | 500 000^   |
| Канада (Music Canada) | 2× Платиновый | 200 000^   |
| Нидерланды (NVPI) | Золотой       | 50 000^    |
| Новая Зеландия (RMNZ) | Золотой       | 7500^      |
| США (RIAA) | 4× Платиновый | 4 000 000^ |
| Япония (RIAJ) | Платиновый    | 110 000    |
| * Данные о продажах приведены только на основе сертификации. ^ Данные о тиражах приведены только на основе сертификации. |               |            |